# Ernst Ludwig Leyser

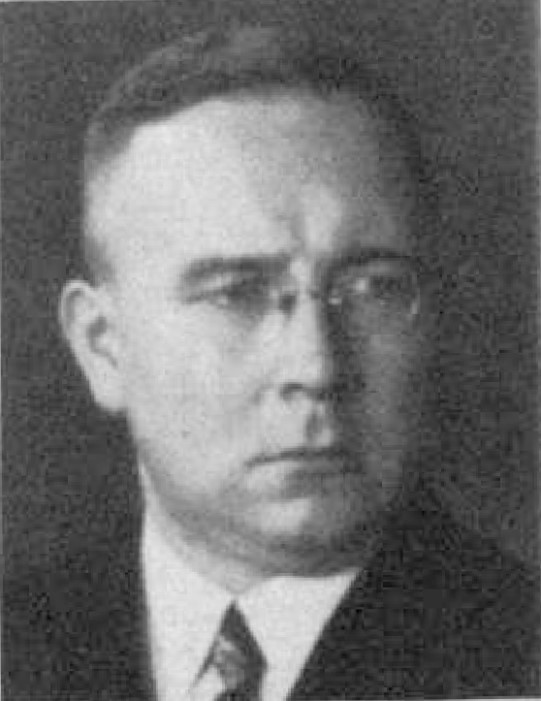
Ernst Ludwig Leyser

Ernst Ludwig Leyser (* 10. September 1896 in Homburg; † 6. Dezember 1973 in Bad Bergzabern) war ein deutscher Politiker (NSDAP, nach dem Krieg FDP-Stadtratsmitglied in Bad Bergzabern) und SS-Brigadeführer. Er war Vorsitzender der Zweiten Kammer des Obersten Parteigerichts der NSDAP und war zudem stellvertretender Gauleiter im Gau Saarpfalz.

## Leben
Leyser war der Sohn eines Reichsbahninspektors, hatte sieben Geschwister und wuchs in einer pietistisch orientierten Familie auf. Er besuchte von 1903 bis 1907 die Volksschule in Hettenleidelheim und anschließend bis 1913 das Progymnasium in Grünstadt, musste seine Schullaufbahn jedoch aus finanziellen Gründen abbrechen. Er leistete ab 1. Oktober 1913 seinen Einjährigen Dienst im Infanterie-Regiment „Prinz Carl“ (4. Großherzoglich Hessisches) Nr. 118 in Worms ab. Als Unteroffizier und Offiziersaspirant nahm er am Ersten Weltkrieg teil und wurde am 6. November 1918 wegen einer Giftgasverletzung in die Heimat verlegt. Leyser wurde am 22. November aus dem Kriegsdienst entlassen und war bis zu seinem Einstieg bei einer Versicherung 1919 arbeitslos. Von 1920 bis zum 1. Dezember 1929 arbeitete er als Bürogehilfe und Lohnarbeiter bei der Reichsbahn. Ab 1. Dezember 1928 war er für die Reichsbahn in der Westpfalz beschäftigt und ab 1931 wieder in Neustadt an der Haardt. Seit 1932 vom Dienst beurlaubt wurden 1934 die Gehaltszahlungen eingestellt. Dennoch wurde er bis Anfang der 1940er Jahre zum Reichsbahn-Oberrat befördert.

## Karriere im Nationalsozialismus
Im Oktober 1920 trat Leyser der NSDAP (Mitgliedsnummer 5.418) bei. Nach der französischen Besetzung 1923 wurde er aus der Pfalz ausgewiesen und trat der Großdeutschen Volksgemeinschaft (GVG) bei. Am Hitlerputsch nahm er aufgrund einer Zugverspätung nicht teil, wurde aber später dennoch mit dem sogenannten Blutorden ausgezeichnet.
Des Weiteren gehörte er dem Schützen- und Wanderbund, einer NS-Organisation, und dem Deutschvölkischen Offiziersbund an. Im Januar 1925 kehrte Leyser wieder in die Pfalz zurück, trat zum 9. Oktober 1925 wieder in die NSDAP ein (Mitgliedsnummer 20.603) und wurde im April Gründer der NSDAP- und der SA-Sturm-Ortsgruppe Neustadt an der Haardt. Außerdem trat er am 28. September 1925 der SS bei (SS-Nummer 153) und wurde im April 1926 zum SS-Sturmführer befördert. Ab dem 1. September 1927 war er, mit einer Unterbrechung 1930, bis Kriegsende stellvertretender Gauleiter des Gaus Rheinpfalz. Von 1928 bis 1930 war er Personalreferent der Gauleitung Rheinpfalz und bis 1934 Vorsitzender des Gaugerichts und des Untersuchungs- und Schlichtungsausschusses. Bevor er 1928 den Vorsitz des Untersuchungs- und Schlichtungsausschusses übernahm, schied er aus der SS aus. Im Jahr 1932 war er für kurze Zeit Vorsitzender der Zweiten Kammer des Obersten Parteigerichts. Leyser war von 1932 bis 1933 zudem Mitglied des Landtags von Bayern und vertrat im Anschluss von 1933 bis Kriegsende 1945 den Wahlkreis 27 im nationalsozialistischen Reichstag. Leyser war zudem Aufsichtsratsvorsitzender der Elektrowerbung AG (Ludwigshafen), Pfalzwerke AG (Ludwigshafen), Saar-Ferngas AG und der Vereinigten Saar-Elektrizitäts AG. Mitte Januar 1934 übernahm er die Leitung der Josef-Bürckel-Stiftung. Im Mai 1935 wurde er in Neustadt an der Haardt zum Ehrenbürger ernannt.
Leyser wurde 1934 SS-Anwärter und wurde am 1. Januar 1935 mit der Nummer 219.077 wieder in die SS aufgenommen, am 3. Februar 1942 bekam er aber seine ursprüngliche Nummer 153 wieder zugewiesen. Am 22. Januar 1935 wurde er zum SS-Standartenführer und am 9. November 1936 zum SS-Oberführer befördert. Er war von März 1938 bis April 1940 während der Abwesenheit von Gauleiter Josef Bürckel kommissarischer Gauleiter des Gaues Saarpfalz, welcher erst zuvor aus dem Zusammenschluss der Gaue Rheinpfalz und Saarland gebildet wurde und dessen Stellvertreter er danach blieb. Da sich nach Bürckels Rückkehr eine Zusammenarbeit zunehmend schwierig gestaltete, bat er im Februar 1941 den Stab des Stellvertreters des Führers, dieses Parteiamt niederlegen und dafür in den Staats- oder Kommunaldienst eintreten zu können. Das Amt des stellvertretenden Gauleiters übte er ab Juli 1941 daher nur noch nominell aus. 
Ende September 1941 wurde er zum Generalkommissar in Tschernigow, Ukraine, ernannt. Das Amt konnte er aber nicht antreten, weil das Gebiet durch die Wehrmacht verwaltet wurde. Am 4. Februar 1942 wurde er zum SS-Brigadeführer befördert. Von Oktober 1942 bis September 1943 war er Generalkommissar in Schitomir, Ukraine, wo er an Aussiedlungsaktionen und der NS-Vernichtungspolitik beteiligt war. Danach zunächst ohne Beschäftigung lehnte er einen ihm angebotenen Landratsposten ab und meldete sich nach der Verabschiedung aus der SS zur Wehrmacht. Ab September 1944 war er Gauinspekteur bei den Schanzarbeiten in Lothringen. Im Dezember 1944 wurde er Generalkommissar bei der deutschen Heeresgruppe C in Italien. Von Mitte Januar bis Ende März 1945 war er Landeshauptmann der Provinz Nassau.

## Nachkriegszeit
Nach Ende des Zweiten Weltkrieges lebte Leyser bis 1948 in Bayern und war anschließend bis 1949 in Darmstadt, Landau und Trier interniert. Im August 1949 wurde er nach einem Spruchkammerverfahren als „Minderbelasteter“ entnazifiziert, trotz Einspruchs dagegen wurde das Verfahren Ende März 1950 eingestellt. Ebenso wurde durch das Landgericht Frankenthal ein gegen ihn eingeleitetes Verfahren aufgrund von Verbrechens gegen die Menschlichkeit, schweren Hausfriedensbruchs und Landfriedensbruchs wegen Beweismangel im September 1951 eingestellt. Nach seiner Entlassung arbeitete er erst noch bei der Kirche und später bis zu Eintritt in den Ruhestand 1956 als Eisenbahner in Neustadt an der Weinstraße und Ludwigshafen am Rhein. Er gründete in Bergzabern die Wählergruppe Leyser und war von 1956 bis 1964 Stadtrat in Bergzabern, zunächst für diese Wählergruppe, später für die FDP. Von 1956 bis 1960 war er zudem ehrenamtlicher Zweiter Beigeordneter in Bergzabern. Von 1956 bis 1971 leitete er auch die Volkshochschule von Bergzabern, außerdem war er Mitglied der Synode der Pfälzer Landeskirche.